# Domus della Nicchia a mosaico
La domus della Nicchia a mosaico è una domus romana del sito archeologico di Ostia antica.

## Descrizione
Ad ovest delle terme del Foro si trovano due domus, delle quali la domus della Nicchia è la più meridionale. È situata poco prima dell'incrocio tra il cardo massimo e la via del Tempio rotondo, accanto alla domus di Giove fulminatore, nella regio IV della città, nella quale si trovavano  numerose abitazioni private. È situata poco prima dell'incrocio tra il cardo massimo e la via del Tempio rotondo.
La sua origine è datata tra il 50 e il 40 a.C., con strutture in opus reticulatum con blocchi di tufo. Alcune modifiche posteriori dovrebbero risalire alla seconda metà del secolo II d.C.; risale al secolo IV un pavimento a mosaico, a grandi tessere, inserito nell'atrio. Dall'atrio, tramite un ampio portale, si accede a un tablinum. Sul retro dell'edificio si trova una piccola corte, porticata su due lati, dove si conserva una testa marmorea; dal portico di sinistra partono le scale per il piano superiore. 
Una pseudo-edicola (forse della seconda metà del secolo II), motivo della denominazione attuale dell'edificio, si trova in asse con l'ingresso, sulla parete opposta. L'arco di contorno e l'interno della nicchia sono decorati con conchiglie, ciottoli di fiume (colorati in rosso) e paste vitree blu. Nella nicchia si trova oggi una statua femminile trovata sul cardus davanti all'edificio.
Dietro all'abitazione si trovava un peristilio, in seguito occupato da altre costruzioni. Dalle porte sul muro sud-est si può arrivare ad alcune grandi sale, dove si trova un pozzo. Ciò ha fatto pensare che l'edificio potesse essere la sede di una corporazione.